# Lavalieră

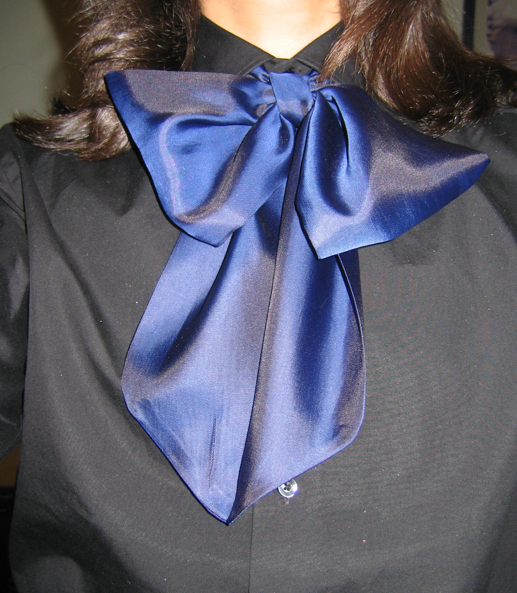
Lavalieră

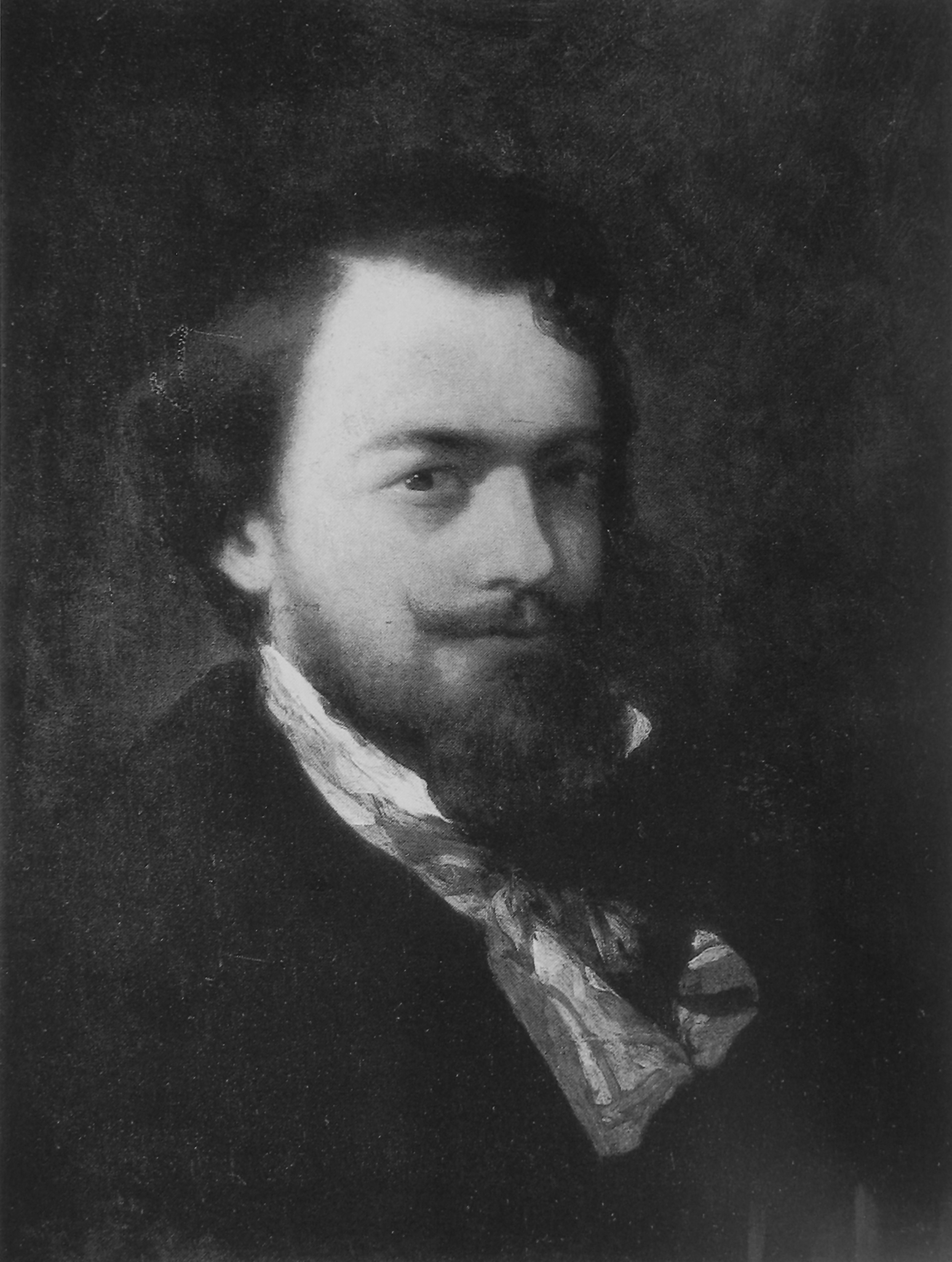
Pictorul Charles Hoguet cu eșarfă de mătase; Autoportret realizat înainte de 1870

Lavaliera este o cravată lată înnodată în formă de fundă, asemănătoare papionului, purtată de bărbați și femei și a cărei utilizare a căzut în desuetudine în zilele noastre. Ea este asociată cu numele lui Louise Françoise de La Baume Le Blanc, ducesă de La Vallière și amantă a lui Ludovic al XIV-lea, după ce pictorii au început să reprezinte această cravată lată cu un nod flexibil spre sfârșitul secolului al XIX-lea.
Ea este o eșarfă ale cărei dimensiuni pot varia foarte mult, cu o lungime ce poate ajunge la 1,60 m, și care este înnodată în același mod ca un papion, dar astfel încât să formeze două panglici care atârnă în jos.

## Istoric
Lavaliera a început să fie purtată de la mijlocul secolului al XVII-lea la curtea regală franceză, fiind o eșarfă din dantele venețiene sau flamande, care puteau costa sume mari de bani. Regele Ludovic al XIV-lea a angajat, prin urmare, un cravatier, care a primit sarcina de a se ocupa de cravate și de bijuteriile de gât. Ducesei Louise Françoise de La Baume Le Blanc de La Vallière (amanta regelui Ludovic al XIV-lea) îi plăcea această modă bărbătească și își lega eșarfa într-o buclă sub formă de fluture.
Acest accesoriu a redevenit popular în a doua jumătate a secolului al XIX-lea și a început să fie purtat de femei și apoi de artiști, studenți și intelectuali de stânga. Astăzi, el este purtat în mod excepțional mai ales la nunți, putând fi legat ca o cravată tradițională.

## Personalități
Lavaliera face parte din stilul vestimentar al matematicianului Cédric Villani, care o poartă la fiecare din aparițiile sale publice. Politicianul Louis Marin a fost cunoscut pentru lavaliera sa cu buline albe. Lavaliera este asociată și cu umoristul și prezentatorul de televiziune Frédéric Savard care o poartă în fiecare seară la emisiunea La soirée est encore jeune.

## Cinema
Lavaliera este purtată de numeroase personaje din filmele western când se îmbracă într-un mod chic. În filmul The True Story of Jesse James, realizat de Nicholas Ray în 1957, un număr mare de personaje poartă lavalieră.